# Weberocereus
Weberocereus é um gênero botânico da família cactaceae.

## Sinonímia
- Eccremocactus Britton & Rose
- Eccremocereus Fric & Kreuz.
- Werckleocereus Britton & Rose

## Espécies
- Weberocereus imitans
- Weberocereus rosei
- etc.